# Лоанго (національний парк)
Національний парк Лоанго (фр. Parc national de Loango) — національний парк на заході Габону. Парк захищає різноманітні прибережні середовища існування, включаючи частину Лагуни Ігуела.
Національний парк Лоанго, розташований між лагунами Нкомі та Ндого, і займає 1,550 км2 саван, пляжів, лісів і мангрових заростей. Натураліст Майк Фей назвав Лоанго «Останнім едемом Африки», і саме тут Майкл «Нік» Ніколс з National Geographic зробив свої фотографії бегемотів, які купаються у морі. Національний парк Лоанго пропонує унікальну можливість спостерігати за слонами, буйволами, бегемотами, червоними річковим свинями, горилами та леопардами, які виходять на океанічні пляжі.
Узбережжя Лоанго — друге після Південної Африки найбільше в Африці скупчення різноманітних китів і дельфінів. Територія має понад 100 км безлюдної берегової лінії, де можна зустріти горбатих китів та косаткок.
Всесвітній союз охорони природи (МСОП) класифікував національний парк Лоанго як фауністичний заповідник та охоронну територію для збереження.

## Історія
Перші фауністичні заповідники в районі Лоанго були засновані в 1956 році. Парк був створений у 2002 році разом із 13 іншими парками, які разом складають приблизно 10 % усієї території Габону.

## Туризм і охорона природи
Організація SCD (Société de Conservation de Developpement) була засновано Ромбутом Сванборном, першим голландським інвестором у «Охоронний туризм». Його компанія співпрацює в дослідженнях та управлінні парком. Ромбут Сванборн, також заснував компанію Africa's Eden, яка розробила інфраструктуру та логістику для надання високоякісного екологічного туризму у віддалених районах Габону (і, починаючи з 2006 року, у Сан-Томе і Принсіпі), на основі принципу «Туризм платить за збереження».

## Люди
На даний час в парку існує дуже мало сіл, оскільки більшість розташовані на протилежному березі лагуни Нгоув. Таким чином, парк майже позбавлений людей і є домом лише для безлічі диких тварин.
Щоденні потреби мешканців району Лоанго залишаються залежними від природних ресурсів, які їх оточують. Хоча деякі громадяни Габону мігрували до міських центрів або влаштувалися на роботу в сучасних галузях промисловості, таких як видобуток нафти та лісу, більшість людей, які живуть у традиційних селах, усе ще сильно залежать від природного середовища.
Люди, які мешкають у селах, використовують підсічно-вогневе сільське господарство та вирощують маніоку, арахіс і гірчицю. Жінки відповідають за більшу частину садівництва, за винятком попередньої вирубки та очищення від дерев і кущів лісових територій. Чоловіки заробляють на життя рибальством або полюванням.

## Зображення

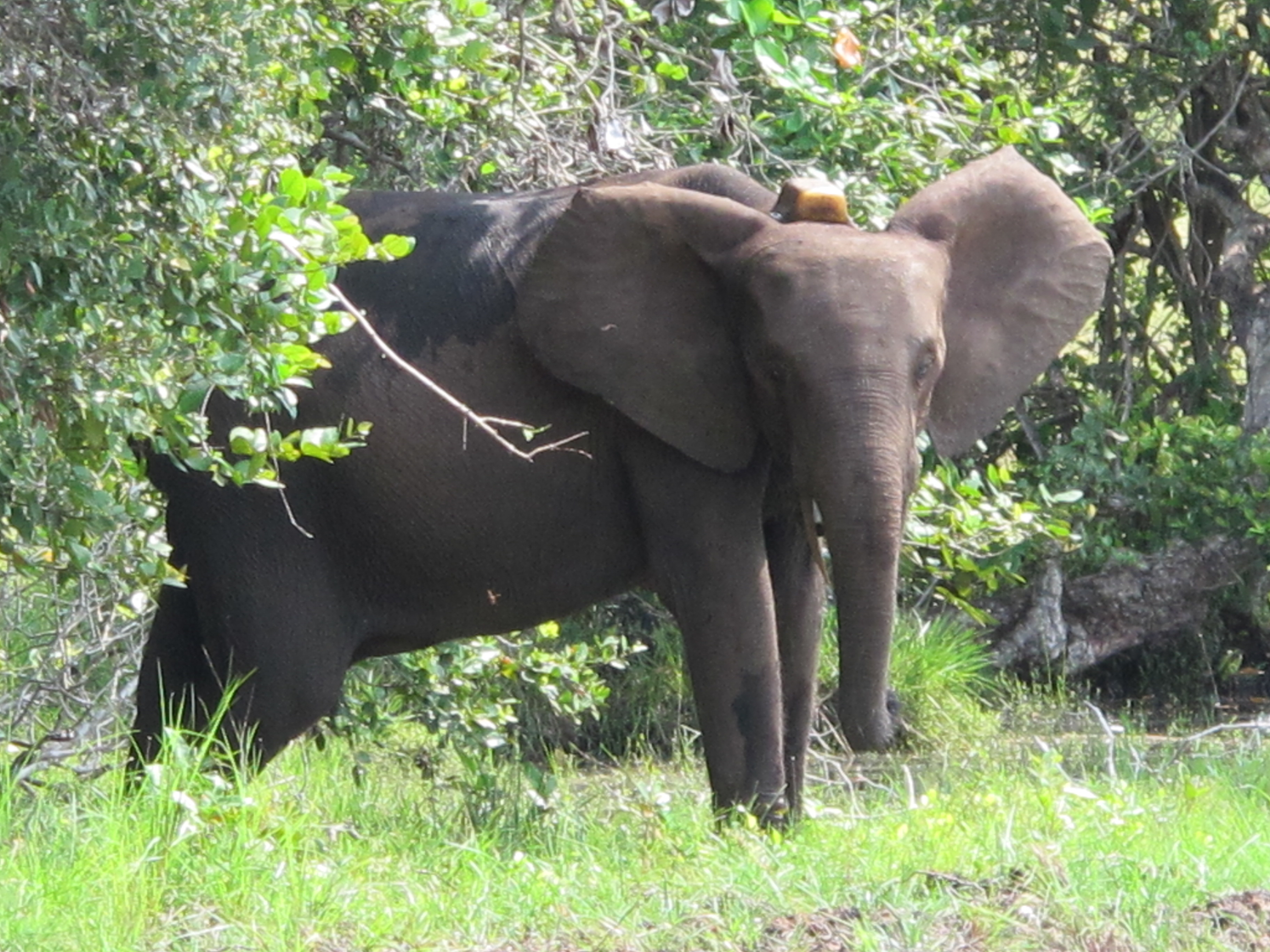
Слон з GPS-нашийником
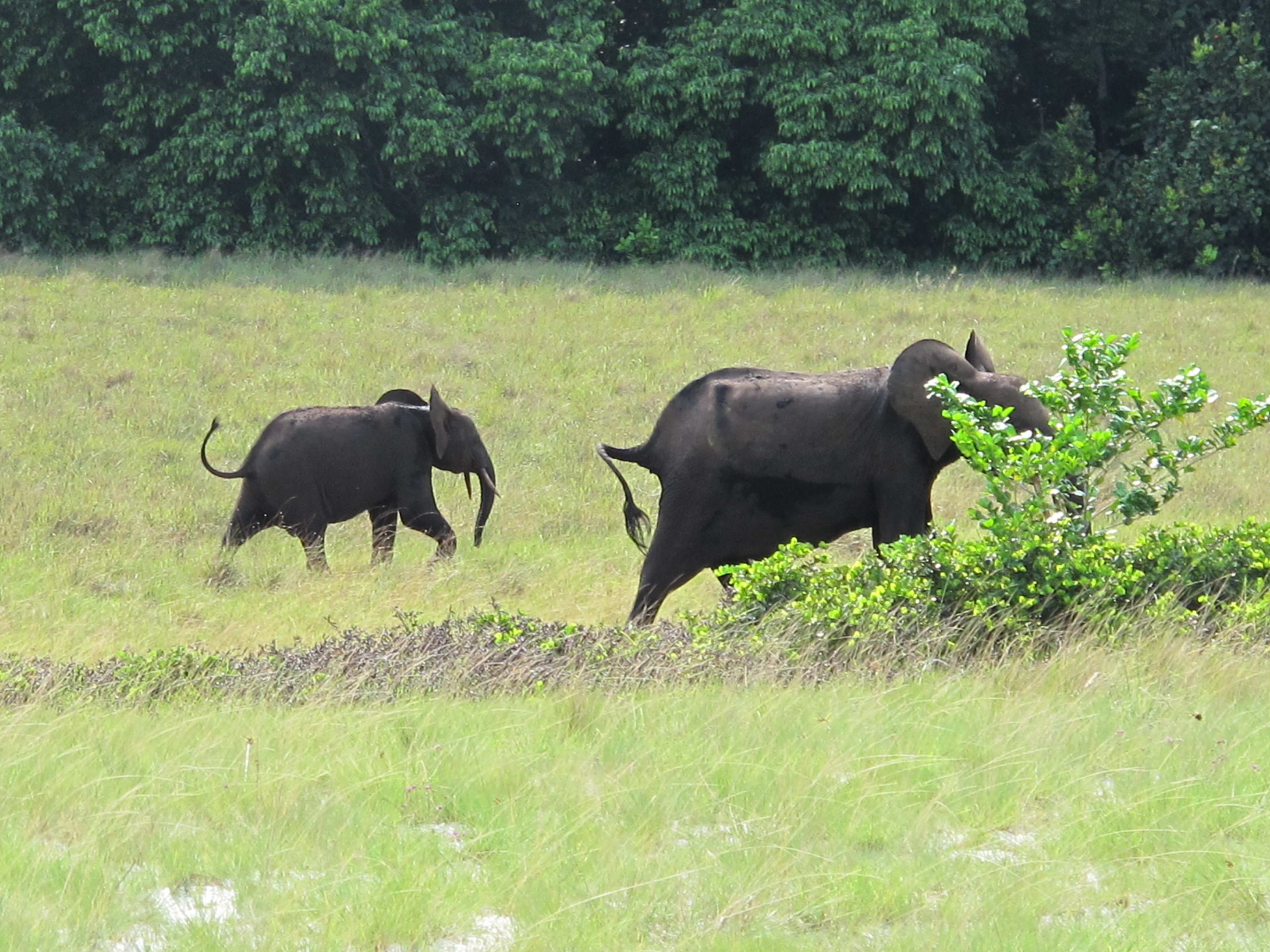
Слон з потомством кочує
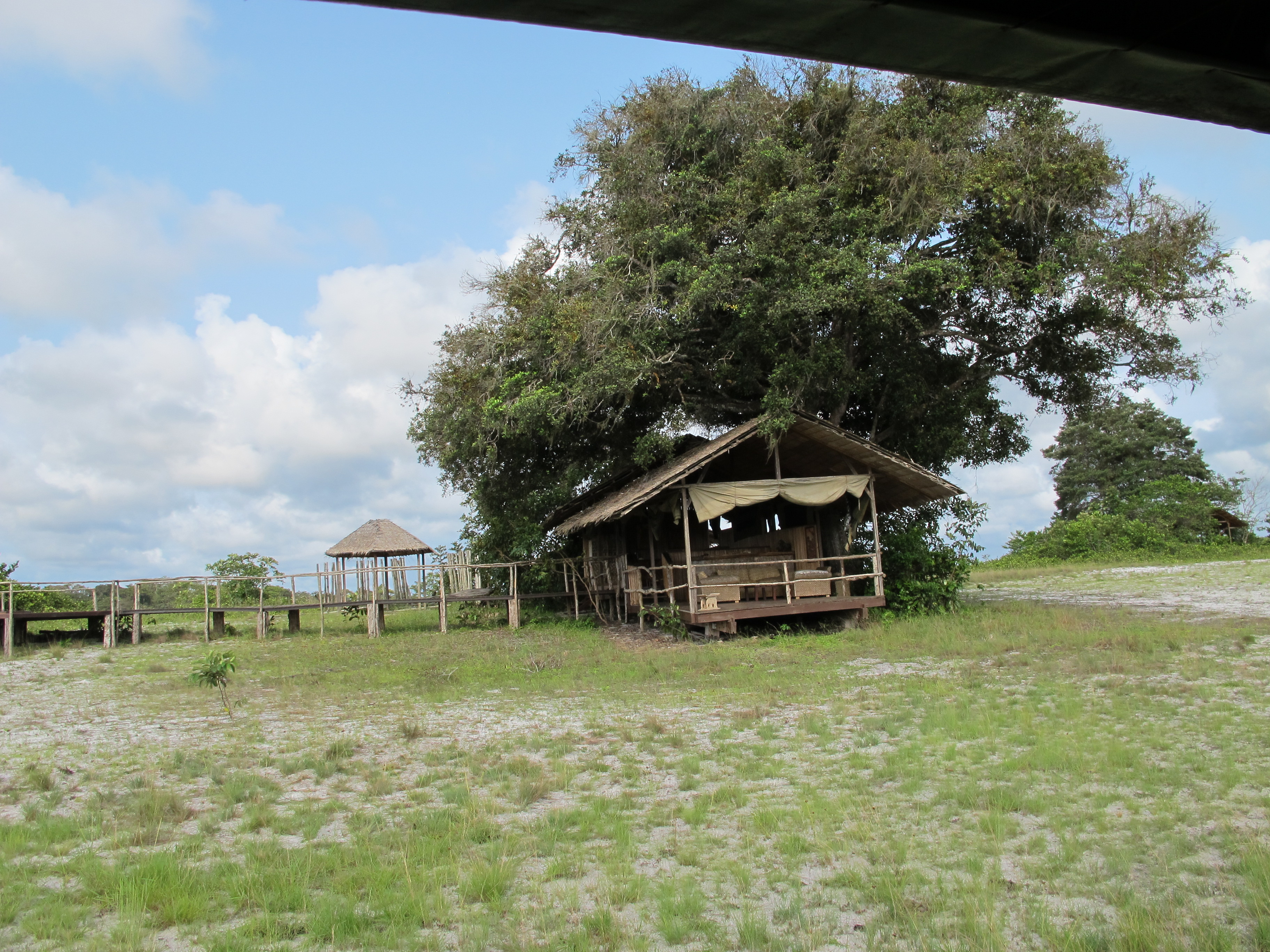
Бар у кемпінгу Southern Park із краєвидом
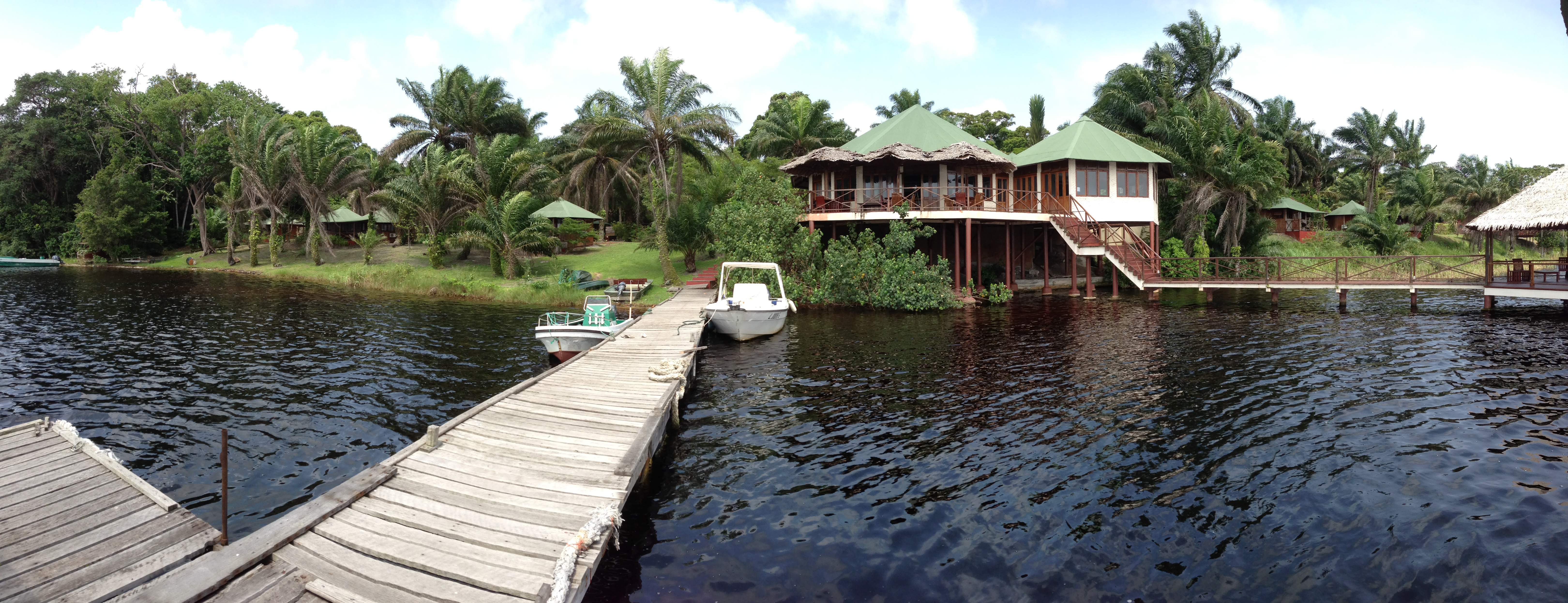
Вид на будиночок з води
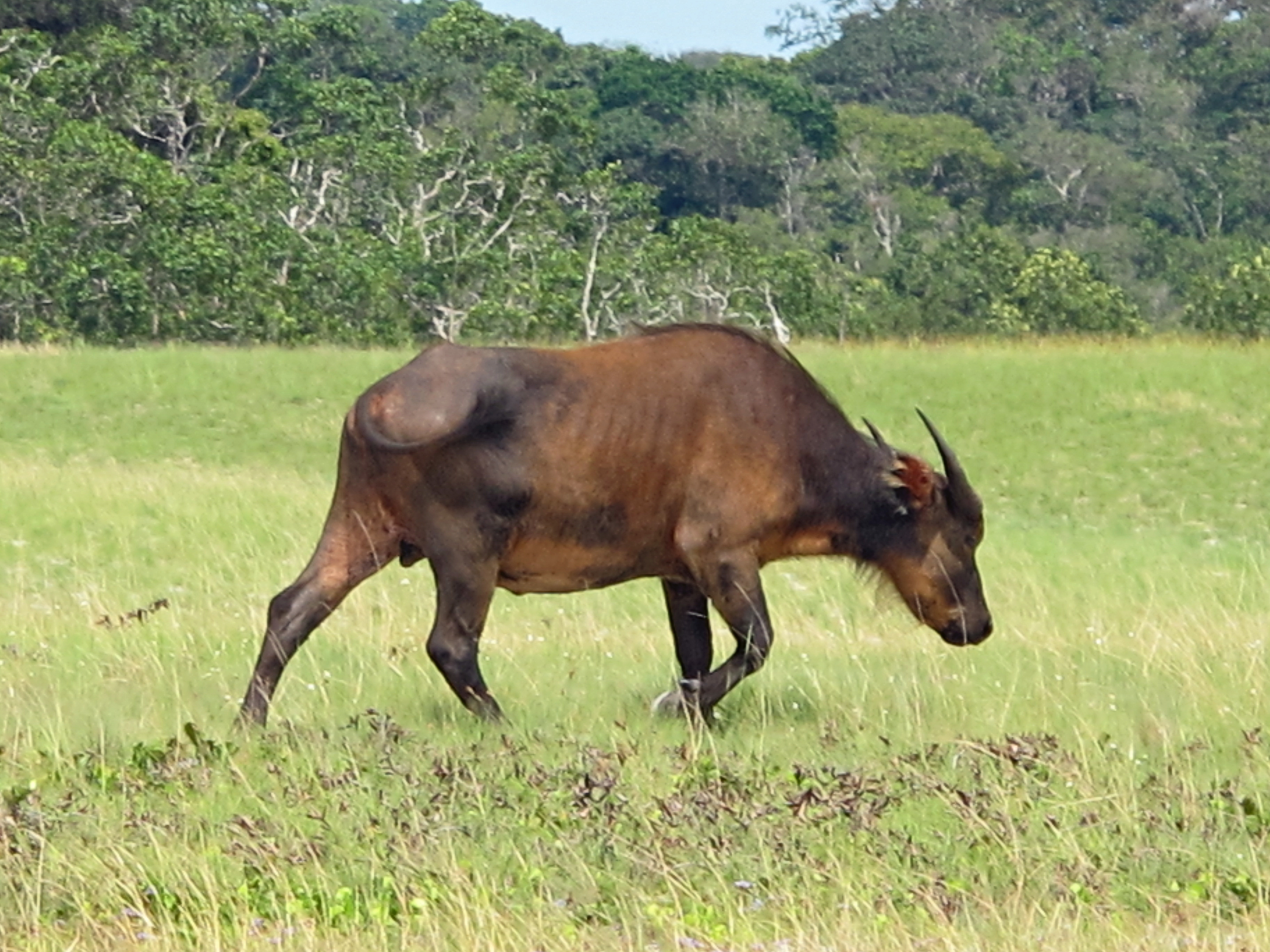
Дикий буйвол у парку